# 이카루스의 비밀
이카루스의 비밀(I... comme Icare, I as in Icarus)은 프랑스에서 제작된 앙리 베르누이 감독의 1979년 범죄, 드라마, 미스터리 영화이다. 이브 몽땅 등이 주연으로 출연하였다.

## 출연

### 주연
- 이브 몽땅
- 미셸 알베르티니
- 장-피에르 바고